# Antonio Calenda
Antonio Calenda (Buonabitacolo, 25 marzo 1939) è un regista italiano.

## Biografia
Considerato tra i più prolifici registi teatrali italiani (lo stesso Calenda nel 2015 affermava di aver realizzato 150 spettacoli), Antonio Calenda ha iniziato la sua formazione con una laurea in Filosofia del diritto incentrata su un un'opera di Eschilo, l'Orestea, della quale analizzava il concetto di giustizia.
Dopo le prime esperienze con il teatro universitario, con Virginio Gazzolo (ex Teatro Stabile di Torino) e Gigi Proietti nel 1965 dava vita ad un progetto di ricerca, il Teatro Sperimentale Centouno, una cantina in via Turba a Roma, esperienza alla quale prendevano parte anche Piera Degli Esposti e Francesca Benedetti. Uno dei primi allestimenti, Direzione memorie di Corrado Augias, veniva notato da Paolo Grassi e ospitato al Piccolo Teatro di Milano.
Nel 1969 veniva nominato alla direzione del Teatro Stabile dell'Aquila, che Calenda ha diretto per un periodo non continuativo di nove anni complessivi, e dove ritrova Gigi Proietti, Piera Degli Esposti e Francesca Benedetti. Il primo allestimento, Il dio Kurt di Alberto Moravia, debuttava il 27 gennaio 1969. La stagione successiva era inaugurata con la prima mondiale di Operetta di Witold Gombrowicz, con Gigi Proietti e Piera Degli Esposti. Nel 1971 presentava la prima italiana de Il balcone di Jean Genet, con Franca Valeri e Roberto Herlitzka.
Nel 1978 allestiva la Rappresentazione della Passione, dramma sacro abruzzese di origine medioevale curato da una suora copista del Cinquecento, ambientata negli anni '30, con Elsa Merlini nel ruolo della Madre. La prima è stata all'Aquila nella Chiesa di San Pietro a Coppito, come era per le sacre rappresentazioni medievali. Negli anni successivi Calenda organizzava nuovi allestimenti con Pupella Maggio (1984), Piera Degli Esposti (2000), Lina Sastri (2015).
Ha portato in scena lavori di autori classici, tra cui William Shakespeare, Carlo Goldoni, Samuel Beckett, Bertolt Brecht, Achille Campanile e numerosi altri con uno sguardo particolare per la drammaturgia contemporanea, che ha costantemente incoraggiato tramite la produzione e l'allestimento di giovani leve, nonché di alcune produzioni radiofoniche, operistiche e riduzioni televisive di drammi teatrali; tra i suoi lavori va ricordata l'attività di drammaturgo con le commedie Cinecittà e Le ragazze di Lisistrata.
Dal 1995 è direttore del Teatro Stabile del Friuli-Venezia Giulia e nel 2010 è stato nominato Sovrintendente della Fondazione Teatro lirico Giuseppe Verdi di Trieste. Nel 2012 riceve dall'Istituto nazionale del dramma antico il premio Eschilo d'Oro. 
Nel 2019 partecipa alla riapertura dello spazio Sala1 sito in Piazza San Giovanni a Roma, sotto il nome di Teatrobasilica, dove collabora attivamente come supervisore artistico e dove ha presentato nel 2020 la sua interpretazione dell'Enrico IV di Pirandello con Roberto Herlitzka.

## Teatro

### Prosa
- Iperipotesi, di Giorgio Manganelli, Roma, Teatro Centouno, 1965
- Il rumore, di Boris Vian, Roma, Teatro Centouno, 1965
- Le conferenze, di John Cage, Roma, Teatro Centouno, 1966
- A dieci minuti da Buffalo, di Günter Grass, Roma, Teatro Centouno, 26 aprile 1966.
- Direzione memorie, di Corrado Augias, Roma, Teatro Centouno, 31 ottobre 1966.
- Le mammelle di Tiresia, di Guillaume Apollinaire, Roma, Teatro Valle, 19 dicembre 1966.
- Il desiderio preso per la coda, di Pablo Picasso, Roma, Teatro Valle, 19 dicembre 1966.
- Un leggero malessere, di Harold Pinter, Milano, Teatro Durini, 2 aprile 1967.
- La Celestina, di Fernando de Rojas, Positano, 14 luglio 1967.
- Riflessi di conoscenza, di Corrado Augias, Roma, Teatro Centouno, 23 novembre 1967.
- Nella giungla delle città, di Bertolt Brecht, Roma, Teatro Valle, 20 febbraio 1968. Prima italiana
- Il dio Kurt, di Alberto Moravia, Teatro Comunale dell'Aquila, 27 gennaio 1969.
- Coriolano, di William Shakespeare, Teatro Romano di Verona, 4 luglio 1969.
- Operetta, di Witold Gombrowicz, Teatro Stabile dell’Aquila, 17 novembre 1969. Prima rappresentazione assoluta
- Orestiade, di Eschilo, L'Aquila, Castello Cinquecentesco, 10 marzo 1970.
- La cortigiana, di Pietro Aretino, Venezia, Teatro La Fenice, 7 ottobre 1970.
- Il balcone, di Jean Genet, Bologna, Teatro Duse, 3 novembre 1971. Prima italiana
- Antigone, di Sofocle, Teatro Stabile dell'Aquila, 28 gennaio 1976.
- Herr Brecht, teatro, poesie e canzoni di Bertolt Brecht, Teatro Stabile dell'Aquila, 1976
- Lear, di Edward Bond, L'Aquila, Teatro Comunale, 22 aprile 1976.
- A piacer vostro, di William Shakespeare, Teatro Stabile dell'Aquila, 5 aprile 1977.
- Rappresentazione della Passione, dramma sacro abruzzese d'origine medioevale, L'Aquila, San Pietro a Coppito, 9 marzo 1978.
- La madre, di Bertolt Brecht, Prato, Teatro Metastasio, 1º dicembre 1978.
- Riccardo III, di William Shakespeare, Teatro Stabile dell'Aquila, 21 dicembre 1979.
- La parola e i fuochi, di Fabio Doplicher, Teatro Comunale dell'Aquila, 25 dicembre 1980.
- Enrico IV, di Luigi Pirandello, Firenze, 3 novembre 1981
- Farsa, da Antonio Petito, Teatro Circus Visioni di Pescara, 1º dicembre 1981.
- Mela, di Dacia Maraini, Teatro Rossini, 17 gennaio 1982
- Sogno di una notte di mezza estate, di William Shakespeare, Teatro Romano di Verona, 7 luglio 1982.
- L'inventore del cavallo, di Achille Campanile, Sala Umberto di Roma, 9 novembre 1982
- Era...'na sera 'e… Maggio, a cura di Antonio Calenda, Teatro Comunale di Caserta, 26 febbraio 1983
- Sior Todero brontolon, di Carlo Goldoni, Venezia, Teatro Carlo Goldoni, 21 ottobre 1983.
- Uno sguardo dal ponte, di Arthur Miller, Ravenna, 17 novembre 1984
- Cinecittà, di Pier Benedetto Bertoli e Antonio Calenda, Roma, Teatro delle Arti, 6 marzo 1985.
- Questa sera... Amleto, di Mario Prosperi e Antonio Calenda, Roma, Teatro Quirino, 28 gennaio 1986.
- Le ragazze di Lisistrata, commedia con musica di Pier Bernardo Bertoli e Antonio Calenda, Pisa, 4 marzo 1986
- Tartufo di Molière, Firenze, Teatro della Pergola, 20 ottobre 1986.
- Il sindaco del rione Sanità, di Eduardo De Filippo, Catania, 19 dicembre 1986
- Aspettando Godot, di Samuel Beckett, Teatro Metastasio di Prato, 20 marzo 1987.
- Ti ho sposato per allegria, di Natalia Ginzburg, Teatro Manzoni di Pistoia, 14 dicembre 1987
- Alta distensione, da Achille Campanile, Sala Umberto di Roma, 29 marzo 1988.
- Aiace, di Sofocle, Teatro Greco di Siracusa, 21 maggio 1988.
- Les Liaisons Dangereuses di Christopher Hampton, Roma, Teatro Eliseo, 4 ottobre 1988.
- L'aria del continente, di Nino Martoglio, Teatro Nuovo di Milano, 15 novembre 1988.
- Amanda Amaranda, di Peter Shaffer, Teatro Eliseo di Roma, 31 gennaio 1989.
- Le sedie, di Eugène Ionesco, Teatro Valle di Roma, 29 marzo 1989.
- Trittico, di Bufalino, Sciascia, Consolo, Teatro Stabile di Catania, 3 novembre 1989
- Svenimenti, da Anton Čechov, Teatro Sociale di Lecco, 16 dicembre 1989.
- Plautus, da Plauto, Teatro Manzoni di Pistoia, 1º febbraio 1990.
- Giorni felici, di Samuel Beckett, Roma, Teatro della Cometa, 23 febbraio 1990.
- Il medico dei pazzi, di Eduardo Scarpetta, Teatro Eliseo di Roma, 6 dicembre 1990.
- Le rose del lago, di Franco Brusati, Teatro Manzoni di Pistoia, 11 gennaio 1991.
- Madre Coraggio, di Bertolt Brecht, Teatro Bonci di Cesena, 26 novembre 1991.
- Tradimenti, di Harold Pinter, 1992 - con Ivana Monti e Andrea Giordana
- Danza di morte, di August Strindberg, Città di Castello, Teatro degli Illuminati, 30 ottobre 1992.
- La tana, di Alberto Bassetti[17], Teatro La Comunità di Roma, 13 aprile 1993.
- Rosanero, di Roberto Cavosi[18], Teatro Quirino di Roma, 27 aprile 1994.
- L'onorevole, il poeta e la signora, di Aldo De Benedetti, Teatro Manzoni di Milano, 4 maggio 1994. Prima assoluta
- Prometeo, attribuito al Maestro di Prometeo, Siracusa, Teatro Greco, 28 maggio 1994.
- La musica dei ciechi, di Raffaele Viviani, Teatro Quirino di Roma, 4 ottobre 1994.
- Centocinquanta la gallina canta, da Achille Campanile, Trieste, 10 dicembre 1994
- Il visitatore, di Éric-Emmanuel Schmitt, Teatro Verga di Catania, 28 febbraio 1996. Prima italiana
- Giovanna d'Arco al rogo, di Paul Claudel e Arthur Honegger, Teatro Comunale Verdi di Trieste, 2 aprile 1996.
- Il maresciallo Butterfly, di Roberto Cavosi, Teatro Duse di Bologna, aprile 1996
- Un'indimenticabile serata, da Achille Campanile, Politeama Rossetti di Trieste, 12 novembre 1996.
- Edipo a Colono, di Sofocle, Politeama Rossetti di Trieste, 6 febbraio 1997.
- Le due sorelle, di Alberto Bassetti, Roma, Teatro dei Satiri, 12 marzo 1997.
- Irma la dolce, di Alexandre Breffort, Politeama Rossetti di Trieste, 28 maggio 1997.
- Riccardo III, di William Shakespeare, Teatro Romano di Verona, 25 luglio 1997.
- Dante, Politeama Rossetti di Trieste, 29 settembre 1997.
- Senilità, di Italo Svevo, Politeama Rossetti di Trieste, 5 febbraio 1998.
- Amleto, di William Shakespeare, Politeama Rossetti di Trieste, 15 dicembre 1998.
- Ma che c'entra Peter Pan?, di Alberto Bassetti, Teatro Vittoria di Roma, 20 aprile 1999.
- Fin de Siècle, Viaggio nella canzone italiana del Novecento di Gianni Borgna, Sala Tripcovich di Trieste, 28 dicembre 1999.
- Un'(altra) indimenticabile serata, da Achille Campanile, Roma, Teatro della Cometa, 25 gennaio 2000.
- Agamennone, di Eschilo, Teatro Greco di Siracusa, 10 maggio 2001.
- Le Coefore, di Eschilo, Teatro Greco di Siracusa, 11 maggio 2001.
- Otello, di William Shakespeare, Teatro Donizetti di Bergamo, 11 febbraio 2002.
- Giulio Cesare di Shakespeare per Giorgio Albertazzi, di Nicola Fano e Antonio Calenda, area archeologica del Colosseo di Roma, 28 giugno 2002.
- La mostra, di Claudio Magris, Politeama Rossetti di Trieste, 26 marzo 2003.
- I Persiani, di Eschilo, Teatro Greco di Siracusa, 16 maggio 2003.
- Le Eumenidi, di Eschilo, Teatro Greco di Siracusa, 17 maggio 2003.
- Riflessioni sul Sogno di una notte di mezza estate, di William Shakespeare, Politeama Rossetti di Trieste, 8 maggio 2004.
- Re Lear di William Shakespeare, Teatro Romano di Verona, 7 luglio 2004.
- Opéra comique, di Nicola Fano, Politeama Rossetti di Trieste, 17 ottobre 2006.
- Lei dunque capirà, di Claudio Magris, Politeama Rossetti di Trieste, 18 novembre 2006.
- Vita di Galileo, di Bertolt Brecht, Teatro Fraschini di Novara, 16 marzo 2007.
- De rerum natura, di Lucrezio, Area archeologica di Elea-Velia, 8 agosto 2007.
- I due gemelli veneziani, di Carlo Goldoni, Politeama Rossetti di Trieste, 16 novembre 2007.
- Lillipupa, di Nicola Fano, Politeama Rossetti di Trieste, 2 maggio 2008.
- To be or not to be, di Maria Letizia Compatangelo, Politeama Rossetti di Trieste, 8 ottobre 2008.
- La rigenerazione, di Italo Svevo, Politeama Rossetti di Trieste, 21 ottobre 2008.
- Edipo re, di Sofocle, Teatro Vittorio Emanuele di Messina, 31 marzo 2009.
- Ultimo giorno, di Dario Tomasello, Sala Laudamo di Messina, 21 maggio 2009.
- Le voci, di Claudio Magris, Castello di Miramare, 3 luglio 2009.
- La casa di Ramallah, di Antonio Tarantino, Teatro India di Roma, 6 maggio 2010.
- L'affarista, di Honoré de Balzac, Teatro Cilea di Reggio Calabria, 12 febbraio 2011.
- Cercando Picasso, con Giorgio Albertazzi e Martha Graham Dance Company, Teatro Vittorio Emanuele di Messina, 8 marzo 2011.
- Picasso e la ragazza rapata, di Dacia Maraini, Sala Laudamo di Messina, 8 marzo 2011.
- I due fratelli, di Alberto Bassetti, Politeama Rossetti di Trieste, 13 marzo 2012.
- Le Baccanti, di Euripide, Teatro Greco di Siracusa, 12 maggio 2012.
- Hedda Gabler, di Henrik Ibsen, Politeama Rossetti di Trieste, 7 marzo 2013.
- Una giovinezza enormemente giovane, di Gianni Borgna, Teatro Ristori di Cividale del Friuli, 18 luglio 2013.
- Magazzino 18, di Simone Cristicchi e Jan Bernas, Politeama Rossetti di Trieste, 22 ottobre 2013.
- Passio Hominis, a cura di Antonio Calenda, San Miniato, 16 luglio 2015.
- Il secondo figlio di Dio, di Simone Cristicchi e Manfredi Rutelli, Piazza Duomo di Cividale, 23 luglio 2016.
- Il piacere dell'onestà, di Luigi Pirandello, Teatro Verga di Catania, 22 novembre 2016.
- Manuale di volo per uomo, di Simone Cristicchi e Gabriele Ortenzi, Teatro Stabile dell’Aquila, 15 novembre 2018.
- Falstaff e il suo servo, di Nicola Fano e Antonio Calenda, Teatro Sociale di Brescia, 22 ottobre 2019.
- Enrico IV, di Luigi Pirandello, Roma, Teatro Basilica, 25 febbraio 2020.
- Le nuvole, di Aristofane, Teatro Greco di Siracusa, 3 agosto 2021.
- Lei dunque capirà, di Claudio Magris, L'Aquila, Auditorium del Parco, 2 agosto 2022.

### Lirica
- Hérodiade, di Jules Massenet, direzione di Gianluigi Gelmetti, Teatro dell'Opera di Roma, 10 aprile 1986.
- Agnese di Hohestaufen, di Gaspare Spontini, direzione di Maximiano Valdés, Teatro dell'Opera di Roma, 8 novembre 1986.
- Semiramide, di Gioachino Rossini, direzione di Alessandro Siciliani, Napoli, Teatro di San Carlo, 14 aprile 1987.
- Il turco in Italia, di Gioachino Rossini, direzione di Evelino Pidò, Teatro Comunale di Bologna, 26 novembre 1994.
- Le nozze di Figaro, di Wolfgang Amadeus Mozart, direzione di Yoram David, Politeama Garibaldi di Palermo, 10 dicembre 1996.
- Il trovatore, di Giuseppe Verdi, direzione di Paolo Carignani, Opera di Francoforte, 26 febbraio 2000.
- Attila, di Giuseppe Verdi, direzione di Donato Renzetti, Teatro Lirico Giuseppe Verdi di Trieste, 18 novembre 2000.
- Falstaff, di Giuseppe Verdi, direzione di José Collado, Teatro Lirico Giuseppe Verdi di Trieste, 3 aprile 2004.
- Salomè, di Richard Strauss, direzione di Gabriele Ferro, Teatro Massimo di Palermo, 16 aprile 2005.
- Cavalleria rusticana, di Pietro Mascagni, direzione di Alberto Veronesi, Torre del Lago Puccini, 12 luglio 2013.
- Il tabarro, di Giacomo Puccini, direzione di Alberto Veronesi, Torre del Lago Puccini, 12 luglio 2013.
- L'elisir d'amore, di Gaetano Donizetti, direzione di Jordi Bernàcer, Teatro Massimo Bellini di Catania, 18 ottobre 2020.

## Filmografia

### Cinema
- Il giorno del furore (Days of Fury) (1973)

### Televisione
- Il ratto (1968)
- Pascariello surdato cungedato, creduto vedova e nutriccia de 'na criatura (1974)
- 'Nu surde, dduie surde, tre surde... tutte surde! (1974)
- I mariti (1974)
- Processo per magia (1974)
- Signora Ava, 3 puntate (1975)
- La vedova Fioravanti (1976)
- Boubouroche (1977)
- L'agente segreto, 2 puntate (1978)
- A piacer vostro (1979)

## Radio
- Il martirio di Piotr Ohey, di Sławomir Mrożek, trasmessa il 20 gennaio 1968.
- Sonata degli spettri di August Strindberg, 24 febbraio 1969.
- Jimlet, di James Saunders, 30 agosto 1969.
- Il mare, di Edward Bond, 23 giugno 1975.
- Alla periferia, di Federico Zardi, 6 marzo 1980.
- Antonio von Elba, di Renato Mainardi, 22 e 23 maggio 1980.
- Il seduttore, di Diego Fabbri, 1º gennaio 1981.
- L'amante compiacente, di Graham Greene, 15 ottobre 1981.

## Riconoscimenti
- 1969 – Premio IDI per la regia de Il dio Kurt
- 1985 – Premio IDI
- 1994 – Premio Fondi La Pastora
- 1999 – Premio Flaiano sezione teatro 1999, alla regia per il complesso della sua opera[19]
- 2011 – Premio Tatiana Pavlova
- 2012 – Premio Eschilo d'oro